# Lucette Derosier
Lucette Derosier est une tireuse française, spécialisée en Skeet Olympique.

## Palmarès

### Championnats d'Europe
- Championne d'Europe individuelle en 1959 à Turin;
- Championne d'Europe individuelle en 1960 à Paris;
- Vice-championne d'Europe en 1961 à Berne.